# Biharugrai-halastavak
A Biharugrai-halastavak mesterséges állóvizek Békés vármegye és a Kis-Sárrét északkeleti peremvidékén, egyúttal a Körös–Maros Nemzeti Parkhoz tartozó természetvédelmi terület. A romániai Bihar-hegységből érkező Sebes-Körös fattyúágai és több jelentős vízhozamú kisebb vízfolyás (Fényes-ér, Korhány-ér és Köles-ér) hozta létre a Kis-Sárrétet, a hatalmas, Körösnagyharsánytól Vésztőig húzódó lápvilágot. A 19. század folyószabályozása következtében az ártéri közösségek élőhelye jelentősen csökkent, vagy teljesen eltűnt, másik részükön halastavakat létesítettek. Az itt elhelyezkedő, Magyarország második legnagyobb halastórendszerének számító, közel 1900 hektáros Biharugrai-halastavakat az egymás szomszédságában lévő Biharugrai- és Begécsi-tó alkotja. A halastavak és a tavakat közvetlenül határoló területek védetté nyilvánítását már az 1970-es években szorgalmazták, végül 1990-ben egy 7991 hektáros területet nyilvánítottak természetvédelmi területté Körösnagyharsány, Biharugra, Zsadány, Mezőgyán és Geszt határában. Ebből szigorúan  védett  (nem látogatható) terület 1424 hektár. Ennek a területnek gazdag madárvilága miatt 1997 óta a Biharugrai-halastavak szerepelnek a Ramsari Egyezményben is. A terület meghatározó fészkelő madarai a
- kárókatona (Phalacrocorax carbo)
- törpegém (Ixobrychus minutus)
- kanalas gém (Platalea leucorodia)
- nagy lilik (Anser albifrons)
- nyári lúd (Anser anser)
- tőkés réce (Anas platyrhynchos)
- cigányréce (Aythya nyroca)
- réti sas (Haliaeetus albicilla)
- nagy goda (Limosa limosa) és a
- fattyúszerkő (Chlidonias hybridus).[1]

A vonuló fajok közül előkerült már az énekes hattyú és a füles vöcsök. Ritka fészkelőként feltűnik a szerecsensirály.
A halastavak körzetében a lecsapolások nyomán létrejött jobb minőségű földeket feltörték, felszántották. Szikespuszta fedi a terület nagy részét. Padkás formákat, vakszikes foltokat alig találunk, viszont szép állományai maradtak fenn a löszös jellegű növényzetnek. Májusban, júniusban a lila ökörfarkkóró, a zsályák, a koloncos legyezőfű virágszőnyege borítja a magasabb foltokat. Néhány helyen a védett macskahere is előfordul. A pusztán a túzok életképes állománya él. Rendszeresen fészkel a bíbic, a piroslábú cankó, a nagy goda. A ma is élő vízfolyás, a Korhány medrét ligeterdők kísérik. Az erdőkben él az egybibés galagonya, a közönséges kecskerágó, a réti kakukktorma. 
A Biharugra és Körösnagyharsány között fekvő két mocsármaradvány az Ugrai-rét és a Sző-rét a sárréti vízi világ legjobb állapotban megmaradt területe. Az itt még létező szikikákás, magassásos és  kolokános mocsári társulások kiemelkedő értéket képviselnek. A mocsarakban él az örménygyökér és a réti iszalag. A nádasokban nyári lúd, bölömbika, nagy kócsag és kanalasgém költ.
A védett területek sora nem ér véget az országhatárral. A romániai oldalon a Cséffai Természeti Park (Parcul Natural Cefa) biztosítja a Cséffai-halastavak, a Radványi-erdő és a környező gyepterületek védelmét. A Romániában 2010-ben védetté nyilvánított Természeti Park létrejöttével közel 13 000 hektáros egybefüggő, a határokon átnyúló védett terület biztosítja a hajdani Kis-Sárrét máig fennmaradt természeti értékeinek megőrzését.